# Władysław Daniłowski (powstaniec styczniowy)
Władysław Daniłowski herbu Lis (ur. 1841 w Sandomierzu, zm. 1878 w Petersburgu) – członek Rządu Narodowego w powstaniu styczniowym, członek Komitetu Centralnego Narodowego w 1862, zesłaniec syberyjski, pamiętnikarz.
W 1858 rozpoczął studia na Akademii Medyko-Chirurgicznej. Należał do tajnego kółka samokształceniowego, od 1861 do kółka rewolucyjnego. Od lipca tego roku był przywódcą Komitetu Akademickiego. Za udział w manifestacji patriotycznej 15 października 1861 więziony był kilka tygodni w Cytadeli Warszawskiej. Na początku 1862 przystąpił do Komitetu Miejskiego, później do 3 sierpnia 1862 był członkiem Komitetu Centralnego. Będąc zwolennikiem Ludwika Mierosławskiego, pertraktował z nim w Paryżu warunki objęcia przywództwa przyszłego powstania.
Po wybuchu powstania został mianowany członkiem Komisji Wykonawczej Rządu Narodowego. Udał się w misji do Paryża, wioząc Ludwikowi Mierosławskiemu wezwanie do objęcia dyktatury. Po powrocie uczestniczył w bitwach pod Krzywosądzem i Nową Wsią. 28 lutego 1863 jako samozwańczy komisarz Rządu Narodowego przy dyktatorze Mierosławskim został usunięty z Komisji Wykonawczej i wyjechał do Krakowa. W wyniku denuncjacji agenta od zakupu broni został aresztowany we Wrocławiu i osadzony w więzieniu w Berlinie, z którego udało mu się uciec. W Paryżu związał się z agentem generał-policmajstra Królestwa Kongresowego Fiodora Fiodorowicza Trepowa; dzięki intrygom tegoż został komisarzem fikcyjnego Rządu Narodowego. W wyniku prowokacji Aleksandra Zwierzchowskiego został ściągnięty do kraju i wydany w ręce władz rosyjskich, a następnie osadzony na Pawiaku. Od 1866 przebywał na zesłaniu w Minusińsku, od 1869 – w Cywilsku.